# Dehenglong (sockenhuvudort i Kina, Qinghai Sheng, lat 35,97, long 102,14)
Dehenglong är en sockenhuvudort i Kina. Den ligger i provinsen Qinghai, i den nordvästra delen av landet, omkring 81 kilometer sydost om provinshuvudstaden Xining. Antalet invånare är 9 699. Befolkningen består av 4 761 kvinnor och 4 938 män. Barn under 15 år utgör 30 %, vuxna 15-64 år 63 %, och äldre över 65 år 6,0 %.
Runt Dehenglong är det ganska tätbefolkat, med 70 invånare per kvadratkilometer. Närmaste större samhälle är Magitang, 11,0 km väster om Dehenglong. Trakten runt Dehenglong består i huvudsak av gräsmarker.
Genomsnittlig årsnederbörd är 574 millimeter. Den regnigaste månaden är juli, med i genomsnitt 144 mm nederbörd, och den torraste är december, med 2 mm nederbörd.